# Kleiner Hafner

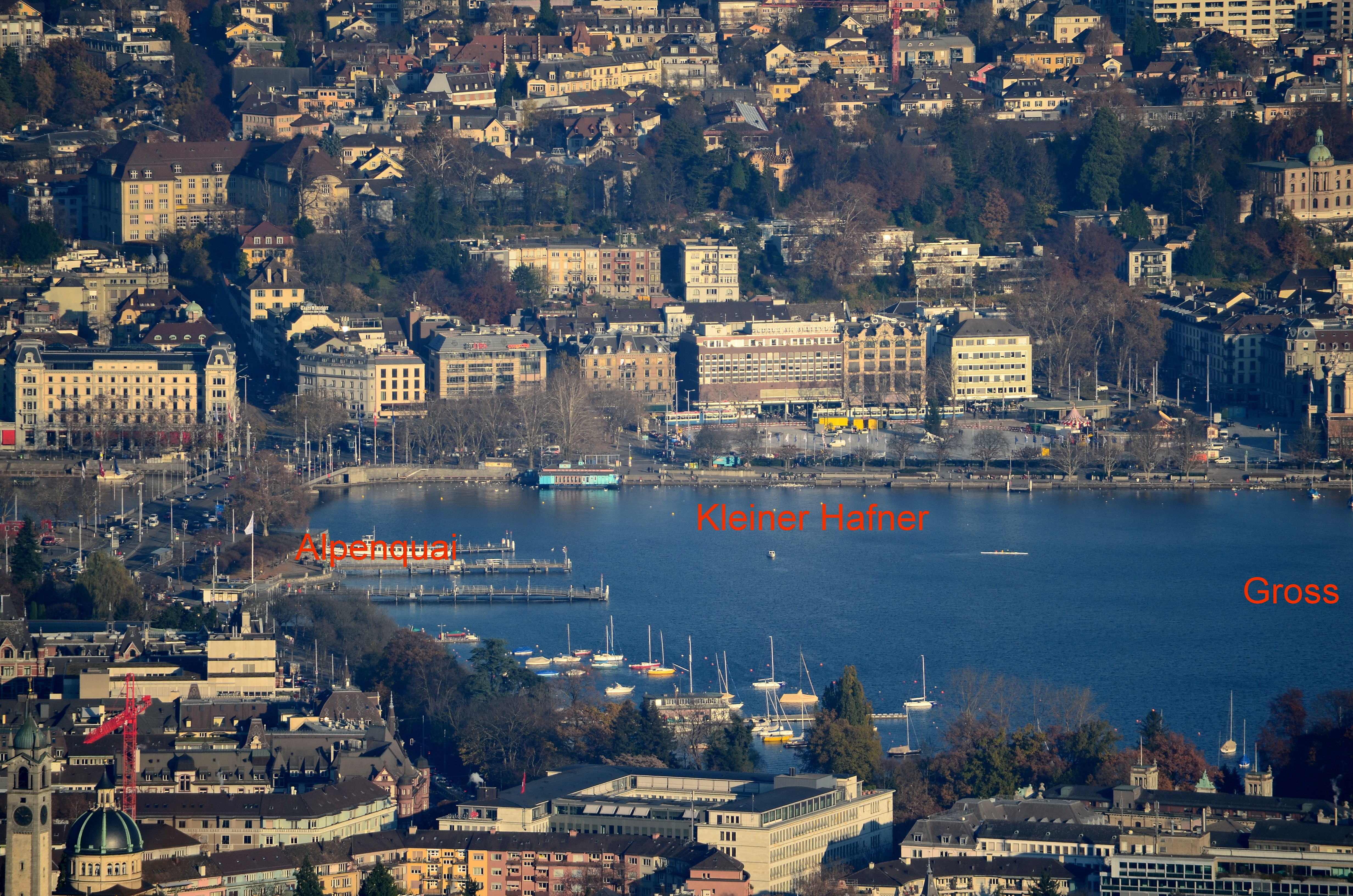
Ansicht vom Uetliberg auf den Standort der Seeufersiedlung

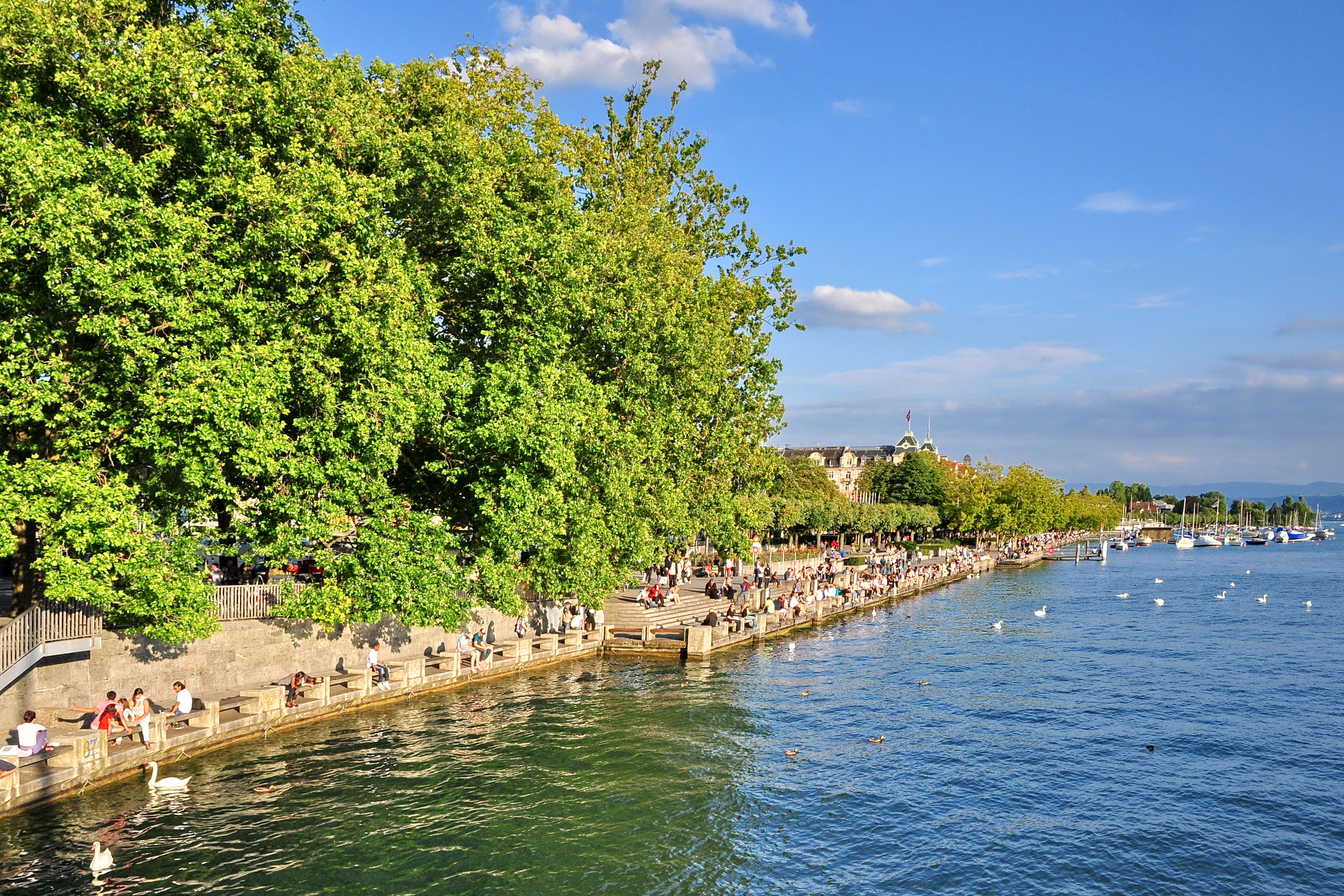
Standort beim heutigen Utoquai

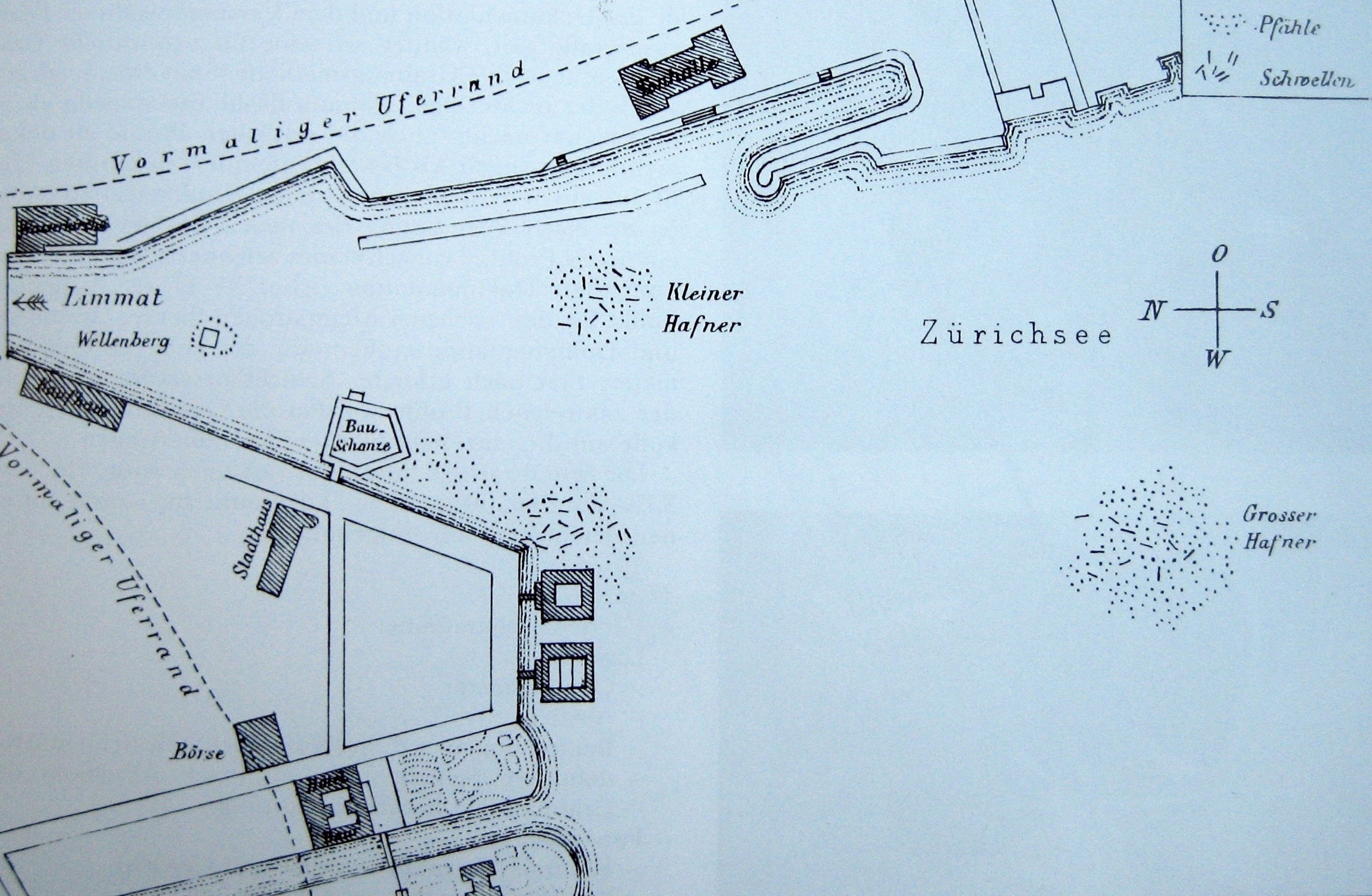
Planskizze Grosser und Kleiner Hafner sowie der Siedlungsreste am Alpenquai und Bauschänzli von Ferdinand Keller (vermutlich um 1868/69)

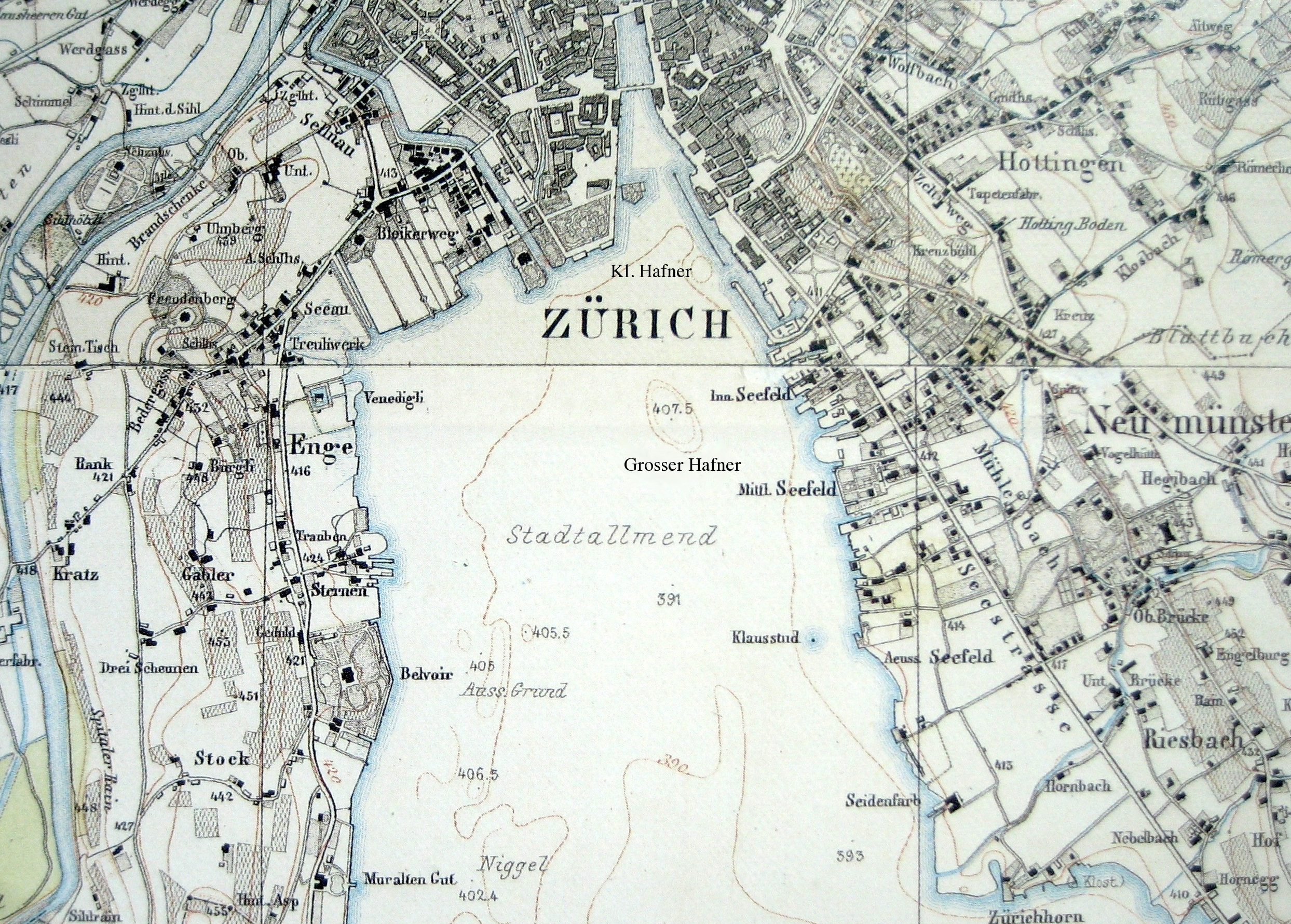
Lage der Hafner-Inseln im Zürichseebecken (1848)

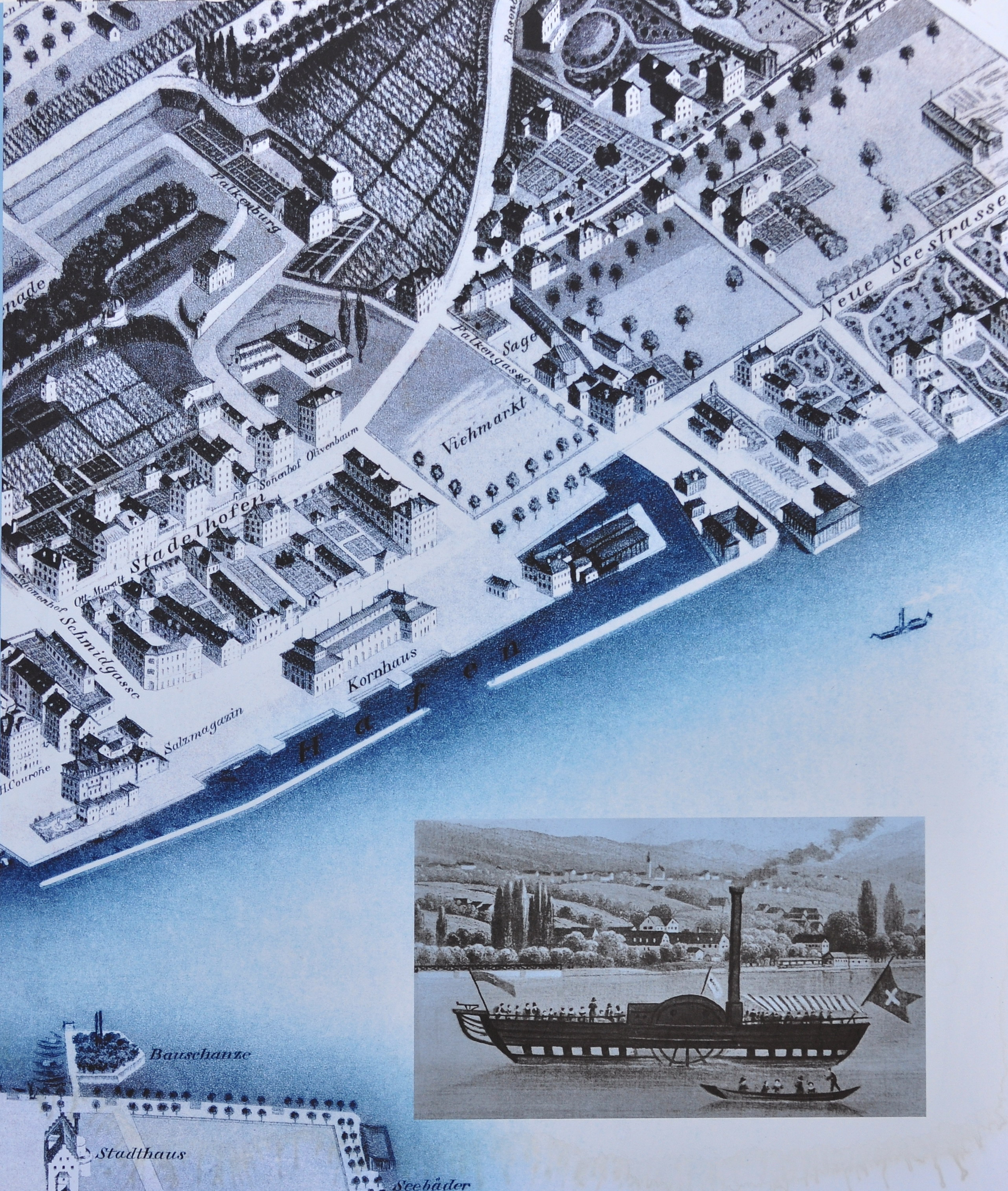
Das Gelände der Siedlung zwischen dem heutigen und dem Stadelhoferplatz um 1846. Links unten sind das Bauschänzli und das alte Stadthaus beim heutigen Bürkliplatz zu erkennen.

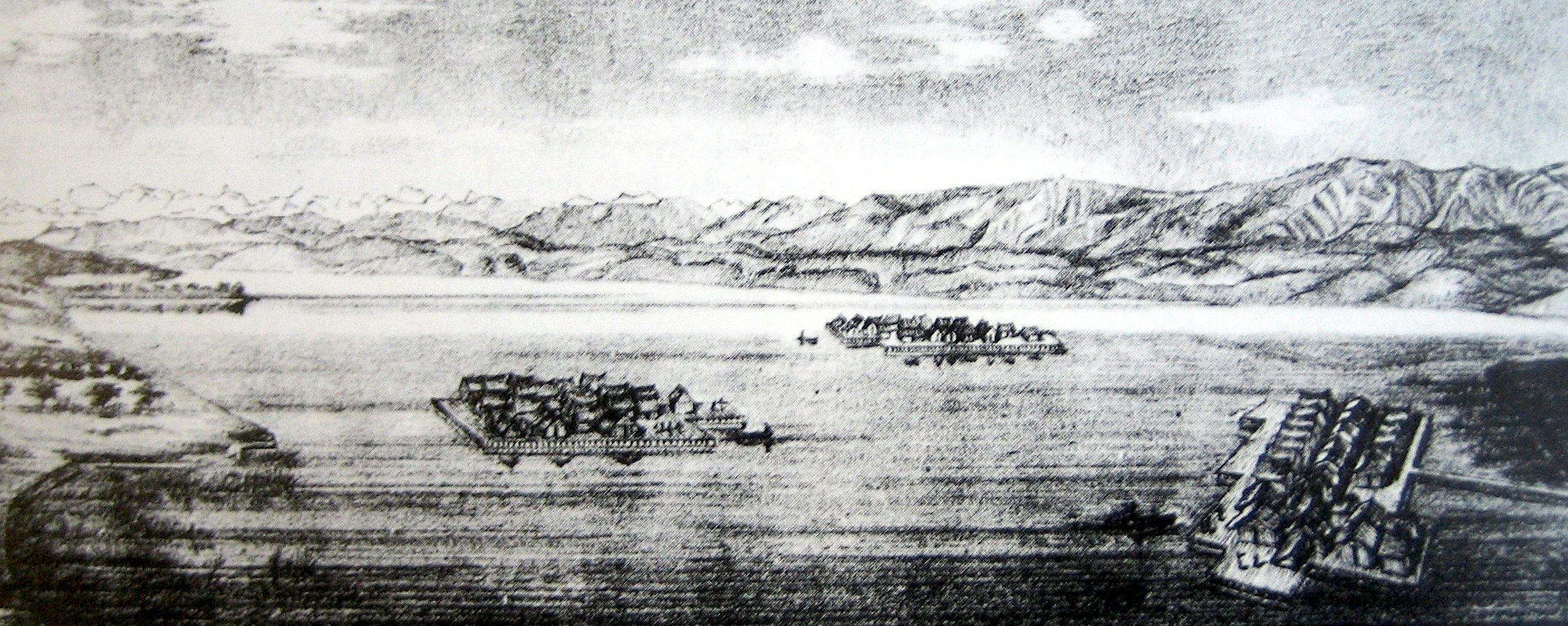
Zeichnung der Hafner-Inseln von Ferdinand Keller (um 1868/72)

Kleiner Hafner ist ein prähistorischer Siedlungsplatz auf einer Halbinsel im unteren Becken des Zürichsees auf dem Gebiet der Stadt Zürich in der Schweiz. Südwestlich des «Kleinen Hafners» liegt der Grosse Hafner. Der Kleine Hafner ist Bestandteil des UNESCO-Weltkulturerbes Prähistorische Pfahlbauten um die Alpen.

## Lage
Die Siedlung «Kleiner Hafner» lag knapp 100 Meter südlich des Bellevue am rechtsseitigen Ufer des Seebeckens vor der heutigen Sechseläutenwiese. Der Seespiegel (406 m ü. M.) liegt infolge klimatischer Unterschiede und der Gewässerkorrektion höher als während der Stein- und Bronzezeit; die Fundstelle befindet sich drei Meter unter der Wasseroberfläche. Schichtpressungen und -senkungen wirken sich ebenso auf die Lage der archäologischen Schichten aus, und so lässt sich von der heutigen nicht auf die ursprüngliche Lage der urgeschichtlichen Dörfer schliessen.
Die Siedlungsfläche dürfte ungefähr 0,1 Hektar umfasst haben, wovon ein Gutteil durch die Unterwasserarchäologie der Stadt Zürich erforscht worden ist. Die beim Bellevue verankerte sogenannte VIP-Plattform (Floss) der Euro 08 soll die Siedlungsreste nicht zerstört haben und in einem bereits ausgegrabenen und dokumentierten Bereich der Siedlung verankert worden sein. Nach dem am 4. August 2008 erfolgten Abbau der Plattform werden
Taucher der städtischen Fachstelle für Unterwasserarchäologie den Zustand
der Fundstelle überprüfen.

## Besiedlungsgeschichte
Jungsteinzeit- und bronzezeitliche Seeufersiedlungen existierten im Zürichsee zwischen 4500 und 850 v. Chr. Wahrscheinlich lagen die Dörfer des 5. bis 2. Jahrtausends v. Chr. auf einer dem damaligen Ufer des Zürichsees und heutigen Limmatabflusses vorgelagerten Insel oder Halbinsel. Die wiederkehrende Besiedlung des Kleinen Hafners hinterliess ein dichtes Feld von etwa 2500 bis 3000 Pfählen, d. h. etwa 22 Pfähle pro Quadratmeter.
Die derzeit am besten erforschte Epoche der Siedlungen – unter anderem beim Alpenquai, Bauschänzli sowie auf dem Kleinen und Grossen Hafner – ist die Kulturschicht der Pfyner Kultur (3850–3450 v. Chr.). Die Dörfer wurden zumeist nur 10 bis 20 Jahre lang bewohnt. Auf Stadtgebiet sind bisher zehn Dörfer der Pfyner Kultur nachgewiesen, die vermutlich nicht gleichzeitig bewohnt waren. 100 bis 200 Personen dürften im Steinzeitdorf gleichzeitig gelebt haben.

## Archäologische Erforschung
Bereits in den späten 1860er Jahren wurden bei Ausbaggerungen im Zusammenhang mit dem Bau der Seequaianlagen verschiedene prähistorische Siedlungen entdeckt und vermutlich 1868/69 von Ferdinand Keller dokumentiert. Keller verwies auf eine Vielzahl von im Seegrund liegenden Pfählen. Weitere Untersuchungen folgten in geringem Umfang um das Jahr 1883, wobei über 50 Bronze- und mehr als 100 Steinbeilklingen zum Vorschein gekommen sein sollen; die Mehrzahl der Funde ging jedoch verloren. Archäologische Erforschung hatte keinen Vorrang, und mit Vollendung der Quaibrücke (1883/4) galten die Siedlungsreste als verschwunden.
Unter der Leitung des damaligen Stadtarchäologen und Pioniers der Unterwasserarchäologie, Ulrich Ruoff, gelang Tauchern am 24. Dezember 1966 die Wiederentdeckung der prähistorischen Inselsiedlung Kleiner Hafner. Mit Beginn der institutionalisierten Taucharchäologie im Kanton Zürich wurden in den Jahren 1967 bis 1969 die ersten archäologischen Unterwassergrabungen in der Schweiz vorgenommen. Hauptziel der Tauchgrabungen von 1981 bis 1984 war die feinstratigraphische Untersuchung der jungsteinzeitlichen Siedlungsüberreste. Bei den zwei Ausgrabungskampagnen konnte die Tauchequipe den mehr oder weniger kompletten Hausrat der Dorfbevölkerung sicherstellen: Koch- und Vorratsgefässe aus Keramik, Werkzeuge aus Geweih, Knochen und Feuerstein, Steinäxte, Reste von Textilien und Schmuck aus Tierzähnen oder Steinperlen. In der späteren Siedlungsphase aus der Bronzezeit fanden sich Äxte, Messer, Angelhaken und Schmuck aus Bronze. Rund 3000 Pfähle, Verankerungs- und andere Bauhölzer, Herdstellen aus Lehm und Teile von Webstühlen konnten zusätzlich sichergestellt werden.

## Befunde

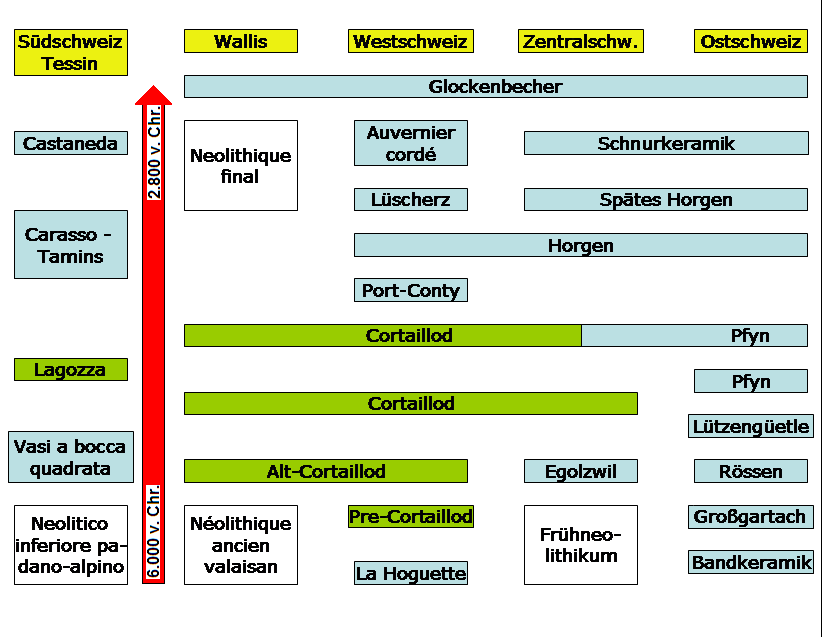
Kulturenfolge in der Schweiz

Nachgewiesene Epochen der Fundstelle sind, jeweils getrennt von Ablagerungen aus Seekreide und mit einem hohen Anteil an organischem Material und zahlreichen, teilweise komplett erhaltenen Fundstücken:
1. Spätbronzezeitliche Kultur (um 850 v. Chr.)
2. Horgener Kultur (3240–2780 v. Chr.)
3. Pfyner Kultur (3850–3450 v. Chr.)
4. Cortaillod-Kultur (4200–3870 v. Chr.)
5. Egolzwiler Kultur (4430–4230 v. Chr.)

Die Häuser standen nicht auf von Pfählen getragenen Plattformen im See, sondern ebenerdig oder etwas erhöht im Uferbereich, der vermutlich wiederholt Überflutungen ausgesetzt war. Der Zürichsee und wohl auch die Limmat dienten als Verkehrsweg und Nahrungsmittelquelle.

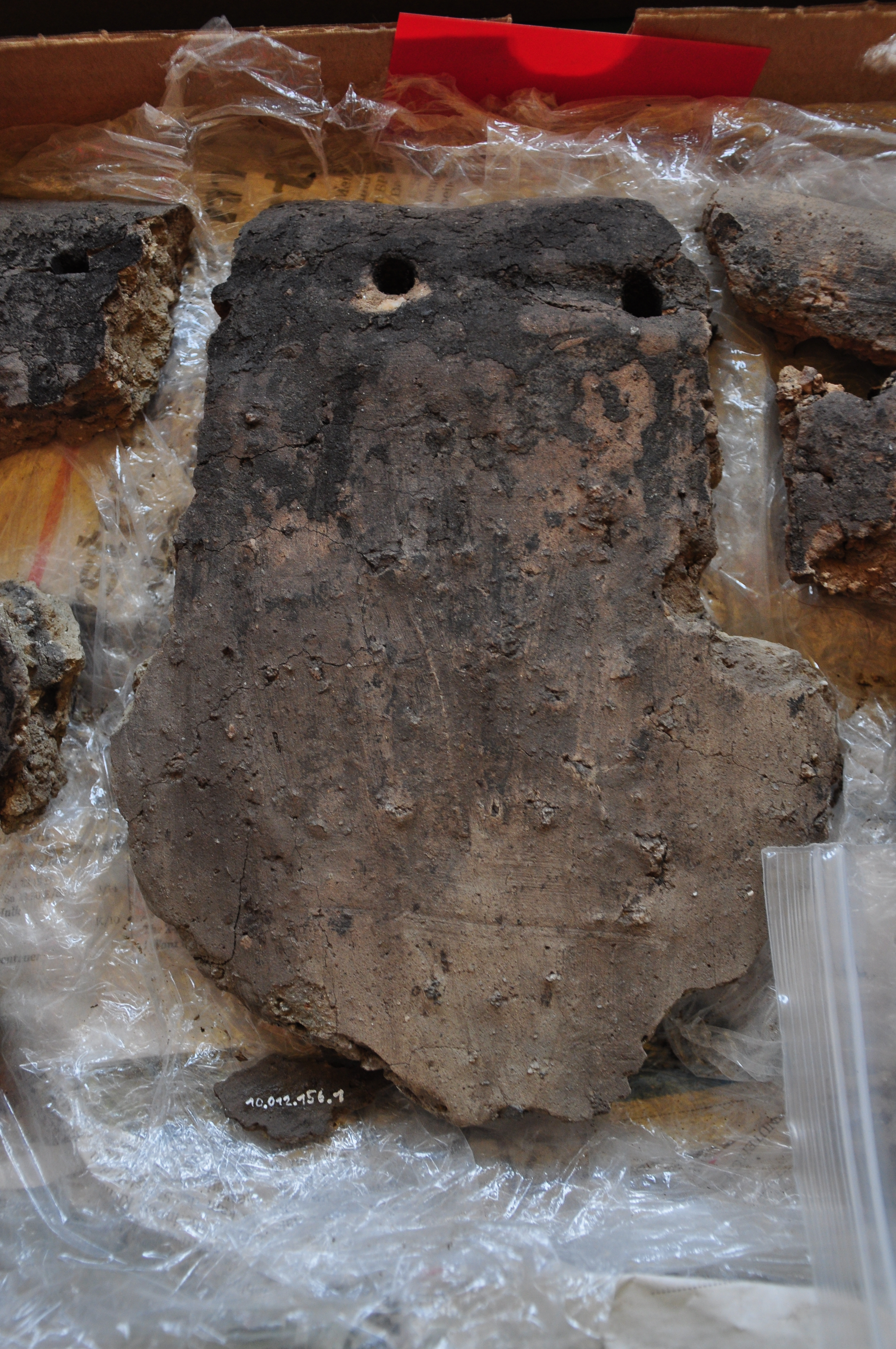
Keramikreste (Horgener Kultur) aus der Feuchtbodensiedlung auf der Baustelle für das Parkhaus Opéra unweit des Kleinen Hafners

Nachgewiesen werden konnte Landwirtschaft, Jagd und Sammelwirtschaft. Dank ausgezeichneter Erhaltungsbedingungen im feuchten Milieu der Ufersiedlungen sind für die Zeit von um 4350 bis 2400 v. Chr. sehr gute Kenntnisse zur Lebens- und Wirtschaftsweise bekannt. In diese Zeitspanne fiel die Konsolidierung der Nutztierhaltung.
Der Speisezettel der Bewohner war überraschend reichhaltig: Weizen, Gerste, Erbsen, Mohn, Wildäpfel, Brombeeren, Himbeeren, Erdbeeren, Haselnüsse sowie Felche, Egli, Hecht und Wels aus dem Zürichsee. Gefunden wurden Knochen von Haustieren, wie Rinder, Schafe, Ziegen und Schweinen sowie Überreste von Wildtieren: Auerochsen, Hirsche, Rehe, Wildschweine, Feldhasen, Pferden und Bären. Menschliche Skelette wurden bei der Ausgrabung nicht gefunden, da sich diese ohne Grabstellen längst zersetzt haben.